# Fogbank
Fogbank (стилізований як FOGBANK) — кодова назва секретного матеріалу, який використовується в ядерних боєголовках W76, W78 і W88, які є частиною ядерного арсеналу Сполучених Штатів. Процес створення Fogbank був скасований до 2000 року, після того як він знадобився для відновлення старих боєголовок. Тоді Fogbank було реконструйовано Національним управлінням ядерної безпеки (NNSA) протягом більшої частини десятиліття та вартістю десятків мільйонів доларів.
Точна природа Fogbank засекречена; зі слів колишнього генерального директора Оук-Ріджа Денніса Радді: «Матеріал засекречено. Його склад засекречено. Його використання у зброї засекречено, і сам процес засекречено». Документи Міністерства енергетики з ядерної вибухової безпеки просто описують його як матеріал, який «використовується в ядерній зброї та ядерних вибухових речовинах» разом із гідридом літію (LiH) і дейтеридом літію (LiD), берилієм (Be), гідридом урану (UH3) і гідридом плутонію.
Однак адміністратор NNSA Том Д'Агостіно розкрив роль Fogbank у зброї: «У зброї є ще один матеріал—він називається проміжним матеріалом, також відомий як Fogbank», і експерти зі зброї вважають, що Fogbank є матеріалом аерогелю, який діє як проміжний елемент матеріал у ядерній боєголовці. Тобто матеріал, призначений для перетворення перегрітої плазми після детонації на стадії поділу зброї, при цьому плазма запускає детонацію на стадії термоядерного синтезу.

## Історія
Несекретні офіційні джерела показали, що Fogbank спочатку виготовлявся на заводі 9404-11 Національного комплексу безпеки Y-12 в Оук-Рідж, штат Теннессі, з 1975 по 1989 рік, коли була завершена остання партія боєголовок W76. Після цього об’єкт законсервували, а остаточно планували вивести з експлуатації до 1993 року. Залишився лише невеликий дослідний завод, який використовувався для виробництва невеликих партій Fogbank для тестування.
У 1996 році уряд США вирішив замінити, відновити або вивести з експлуатації велику кількість ядерної зброї. Відповідно, Міністерство енергетики запровадило програму реконструкції, щоб подовжити термін служби старішої ядерної зброї. У 2000 році NNSA визначила програму продовження терміну служби боєголовок W76, яка дозволить їм залишатися на озброєнні щонайменше до 2040 року.
Невдовзі з’ясувалося, що матеріал Fogbank є потенційним джерелом проблем для програми, оскільки збереглося небагато записів про його виробничий процес, з часу коли він був виготовлений у 1980-х роках, і майже всі співробітники, які мали досвід у його виробництві, або пішли на пенсію або залишив агентство. NNSA коротко досліджувала пошук альтернативи Fogbank, але зрештою вирішила, що, оскільки Fogbank вироблявся раніше, вони зможуть повторити його. Крім того, «комп’ютерне моделювання Лос-Аламоса на той час не було достатньо складним, щоб остаточно визначити, що альтернативний матеріал буде працювати так само ефективно, як Fogbank», згідно з публікацією Лос-Аламоса.
У виробництві використовується помірно токсичний, дуже летючий розчинник ацетонітрил, який становить небезпеку для працівників (тільки в березні 2006 року спричинив три евакуації).
Оскільки об’єкт 9404-11 давно виведений з експлуатації, знадобилося нове виробниче приміщення. Під час його будівництва виникли затримки. Інженери неодноразово стикалися з невдачами у своїх спробах створити Fogbank. Через закінчення багатьох термінів, і неодноразового переносу графіку, NNSA зрештою інвестувала 23 мільйони доларів, щоб знайти альтернативу Fogbank.
У березні 2007 року інженери розробили виробничий процес для Fogbank. На жаль, під час тестування з матеріалом виникли проблеми, і у вересні 2007 року NNSA присвоїло проекту Fogbank статус «Code Blue», що зробило його головним пріоритетом. У 2008 році, витративши ще 69 мільйонів доларів, NNSA нарешті вдалося виготовити Fogbank, а через 7 місяців першу відремонтовану боєголовку було надано ВМС США, майже через десять років після початку програми реконструкції. У травні 2009 року представник ВМС США заявив, що на сьогоднішній день вони не отримали жодної відремонтованої зброї. Міністерство енергетики заявило, що поточний план передбачав початок поставок відремонтованої зброї восени 2009 року, із запізненням на два роки.
Досвід зворотного проектування Fogbank призвів до деяких удосконалень наукового знання процесу. Нові вчені з виробництва помітили, що певні проблеми у виробництві нагадують ті, які зазначала початкова команда. Ці проблеми були пов’язані з певною домішкою в кінцевому продукті, яка мала відповідати стандартам якості. Дослідження першопричини показало, що вхідні матеріали підлягали процесам очищення, яких не існувало під час початкового виробництва. Це очищення видалило речовину, яка утворила необхідну домішку. З остаточним розумінням неявної ролі цієї речовини вчені-виробники можуть контролювати якість виходу краще, ніж під час початкового циклу.
Проект продовження терміну служби W76 був завершений у грудні 2018 року, коли 800 W76 були модернізовані до конструкції W76-1. Досі не ясно, чи нові W76-2 використовують Fogbank.